# Список виртуальных машин Java

Эта статья представляет собой неполный список виртуальных машин Java (JVM) для платформы Java SE. Он не включает в себя большое число производителей Java ME. Заметьте, что Java EE приложения запускаются с использованием стандартной Java SE VM, но некоторые поставщики специализируются на выпуске собственных версий JVM, оптимизированных под Java EE. Но большинство разработчиков использует JVM от Sun.

## Проприетарные реализации
- Azul[англ.] Zing JVM — сегментированная Java Virtual Machine, основанная на оригинальной микропроцессорной архитектуре, оптимизированной для работы с Java. Возможно использование до 54 микропроцессоров и до терабайт памяти без накладных расходов на сборку мусора.
- CEE-J реализация Java-технологии с нуля без лицензирования от Sun.
- Excelsior JET[англ.] поставляется с компилятором AOT
- Hewlett-Packard, Java для HP-UX, OpenVMS, Tru64 и Reliant (Tandem) UNIX-платформ
- Jbed, (Esmertec) — Java VM с поддержкой реального времени для встроенных систем и программно-аппаратных комплексов, работающих с Интернет[1]
- JamaicaVM, (aicas) — Java VM c поддержкой приложений реального времени. Предназначена для встроенных систем
- JBlend, (Aplix) реализация Java ME
- OJVM (иногда также «JServer») от Oracle
- PERC (Aonix/Atego) Java реального времени для встраиваемых систем
- SAP JVM (SAP) лицензированная у Sun и модифицированная Sun JVM, портированная на платформы, поддерживаемые ПО SAP NetWeaver. Поддерживает Java 5 и частично Java 6 (Windows i386, x64, IA64, Linux x86, IA64, PPC, AIX PPC, HP-UX PA-RISC/IA64, Solaris Sparc/x86_64, i5/OS PPC)

### Устаревшие и более неиспользуемые виртуальные машины
- Apogee предоставляет встроенную Java, использующую IBM J9 и библиотеку классов Apache Harmony для X86/ARM/MIPS/PowerPC, работающих под Linux/LynxOS/WinCE.
- Mac OS Runtime for Java[англ.] (MRJ)
- Microsoft Java Virtual Machine[англ.] (поддержка прекращена в 2001 году)
- I2ST - Application platform for Embedded Systems (англ.). Дата обращения: 15 февраля 2020. Архивировано из оригинала 24 апреля 2012 года. (IS2T — Industrial Smart Software Technology) Широкий спектр виртуальных машин, предназначенных для встроенных систем (в том числе систем жесткого реального времени), ARM7, ARM9, AVR, AVR32, PPC, MIPS, …
- JRockit (изначально разрабатывавшаяся BEA Systems) приобретена корпорацией Oracle для Linux, Windows и Solaris

### Менее известные проприетарные виртуальные машины Java
- Blackdown Java — лицензированный перенос на Linux эталонной реализации JVM. Поддержка прекращена в 2007 году, после того, как стала доступна OpenJDK.
- C virtual machine (CVM, от Sun), поддерживает C
- Gemstone — модифицирована для поддержки особенностей Java EE (приложения, работающие с DBMS)
- Golden Code Development (перенос на Java RTE и SDK для Java SE v1.4.1_07 EComStation и OS/2)
- Intent (Tao Group)
- Novell, Индия.
- NSIcom CrE-ME
- HP ChaiVM и MicrochaiVM

## Свободные и открытые реализации
- HotSpot
- Avian — неактивная разработка легковесной виртуальной машины
- AegisVM
- Apache Harmony
- CACAO
- IcedTea
- IKVM.NET
- Jamiga
- JamVM
- Jaos
- Jato VM
- JC
- Jelatine JVM — версия 0.9.4 выпущена в 2009
- JESSICA (Java-Enabled Single-System-Image Computing Architecture)
- Jikes RVM
- JNode (operating system)
- JOP[англ.] (аппаратная реализация JVM, лицензия GPLv3)
- Juice
- Jupiter
- JX
- Kaffe
- leJOS
- Maxine (meta-circular JVM being developed by SUN)
- Mika VM
- Mysaifu (Windows CE / Windows Mobile)
- NanoVM
- openJ9
- SableVM
- Squawk virtual machine (for embedded system and small devices)
- SuperWaba
- TakaTuka (for wireless sensor network devices)
- TinyVM
- uJ
- uJVM
- VMkit of Low Level Virtual Machine
- Wonka VM
- Xam